# حمید مقدم
حمید مقدم (انگلیسی: Hamid Moghadam؛ زادهٔ ۲۶ اوت ۱۹۵۶ تهران) کارآفرین، سرمایه‌دار، نیکوکار و مدیر اجرایی آمریکایی ایرانی‌تبار است. او مدیرعامل و رئیس هیئت مدیره شرکت پرولاجیس و از اعضای هیئت مدیره شرکت مدیریت استنفورد می‌باشد.
وی دانش‌آموخته مهندسی از مؤسسه فناوری ماساچوست و مدیریت ارشد کسب‌وکار از دانشکده مدیریت دانشگاه استنفورد است و فعالیت شغلی خود را از سالهای نخست دهه ۱۹۸۰ آغاز نمود. مقدم در سال ۱۹۸۳ با مشارکت داگ ابی شرکت توسعه املاک پرولاجیس را تأسیس کرد که بزرگترین شرکت لجستیک املاک و مستغلات در ایالات متحده محسوب می‌شود و دارایی تحت مدیریت آن، بالغ بر ۹۷ میلیارد دلار برآورد می‌شود.